# きょうと号

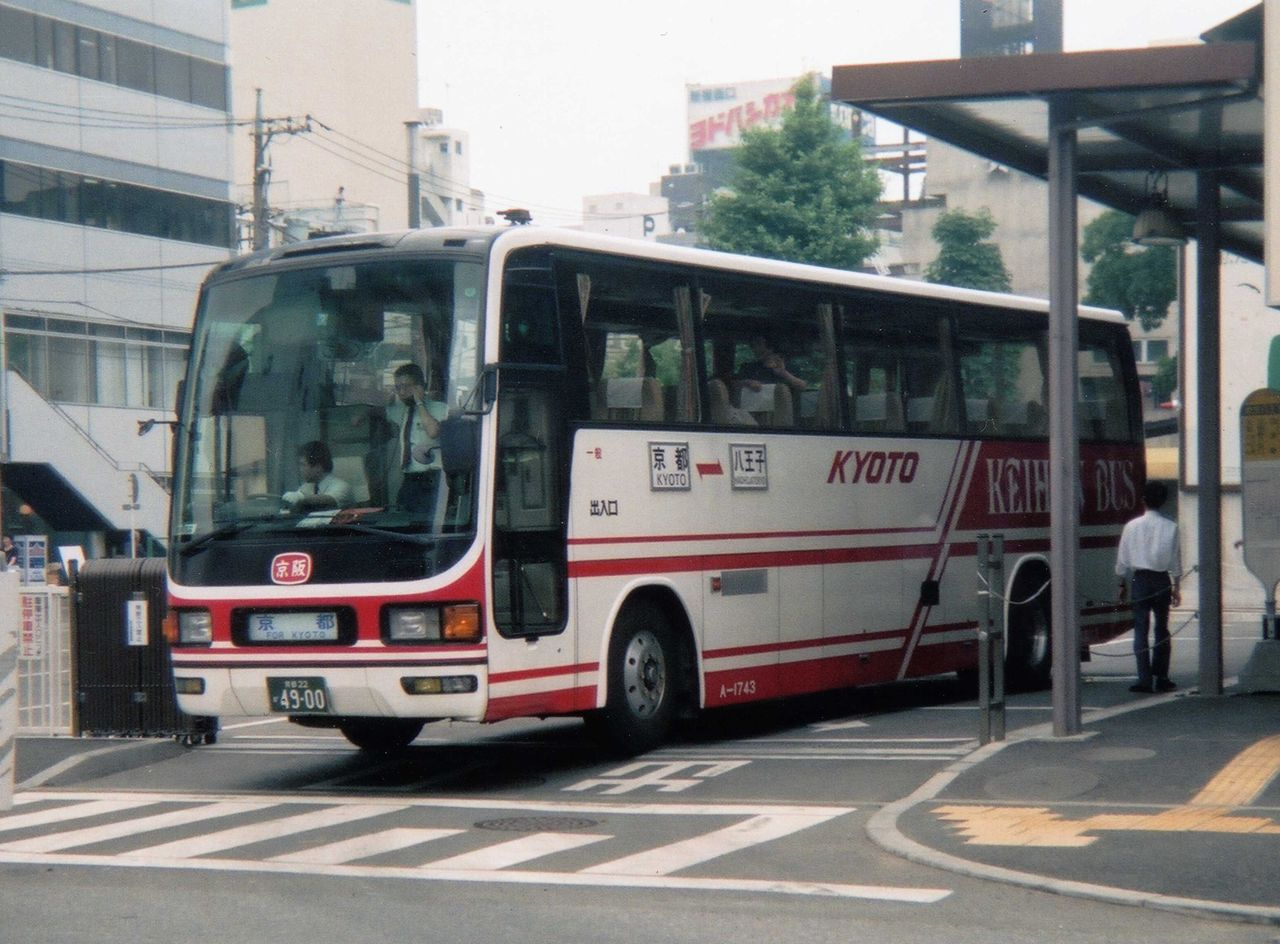
「きょうと号」八王子線
京王八王子高速バスターミナルにて1991年頃撮影

きょうと号（きょうとごう）
- 京阪バスが運行する夜行高速バスの統一名称。本項で詳述。
- 京都市消防局が所有する消防ヘリコプターの名称の1つ。

きょうと号（きょうとごう）は、かつて京阪バスが京都府京都市・大阪府枚方市・滋賀県大津市と各地との間で運行していた夜行高速バスの統一名称。本項では「きょうと号」を名乗らない系統を含め、京阪バスが運行に携わってきた夜行高速バス路線についても記述する。いずれも全便座席指定制のため、乗車には予約が必要である。

## 現行路線
2022年10月現在は京阪バスが直接運行に関わっている路線は無い。以下はいずれも過去において運行していた路線であるが、京都側の予約受付・運行支援業務（折り返し整備・待機・日中の乗務員仮眠・改札業務等）は京阪バスも引き続きおこなう。

### 京阪バス撤退路線

#### 東京ミッドナイトエクスプレス京都号

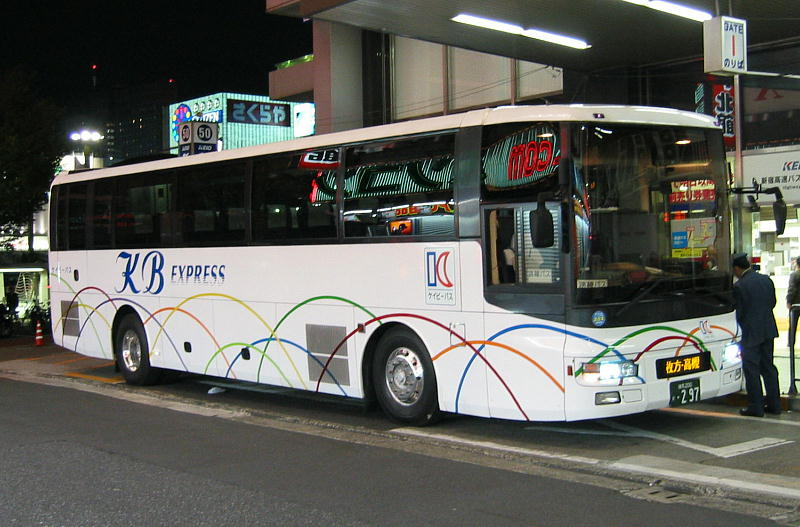
新宿高速バスターミナルで待機するケイビーバス（現：関東バス）の車両

1989年12月20日運行開始。関東バスとの共同運行（子会社のケイビーバスに移管されていた時期もある）。運行開始時の路線愛称は「きょうと号/宇治号」で、京都・枚方 - 新宿高速バスターミナルを結んでいた。
2005年5月9日に路線愛称を変更、「きょうと号」を「東京ミッドナイトエクスプレス京都号」に、「宇治号」を「東京ミッドナイトエクスプレス宇治号」に改めた。
現在は、東京大手町・丸の内・バスタ新宿・渋谷マークシティと京都市内・枚方市駅間を結ぶ経路で運行されている。
2020年に入り、新型コロナウイルスの世界的感染拡大の影響を受け、同年4月7日以降は運休となり、その後8月・12月の多客時期に限り運行再開したが、2022年6月1日より京阪バスが運行から撤退。次回の運行再開時からは関東バスの単独運行となる。
京阪バスの本路線からの撤退により、京阪バスが運行する夜行高速バスは全て消滅する事となった。

#### 京都 - 上野・TDL線

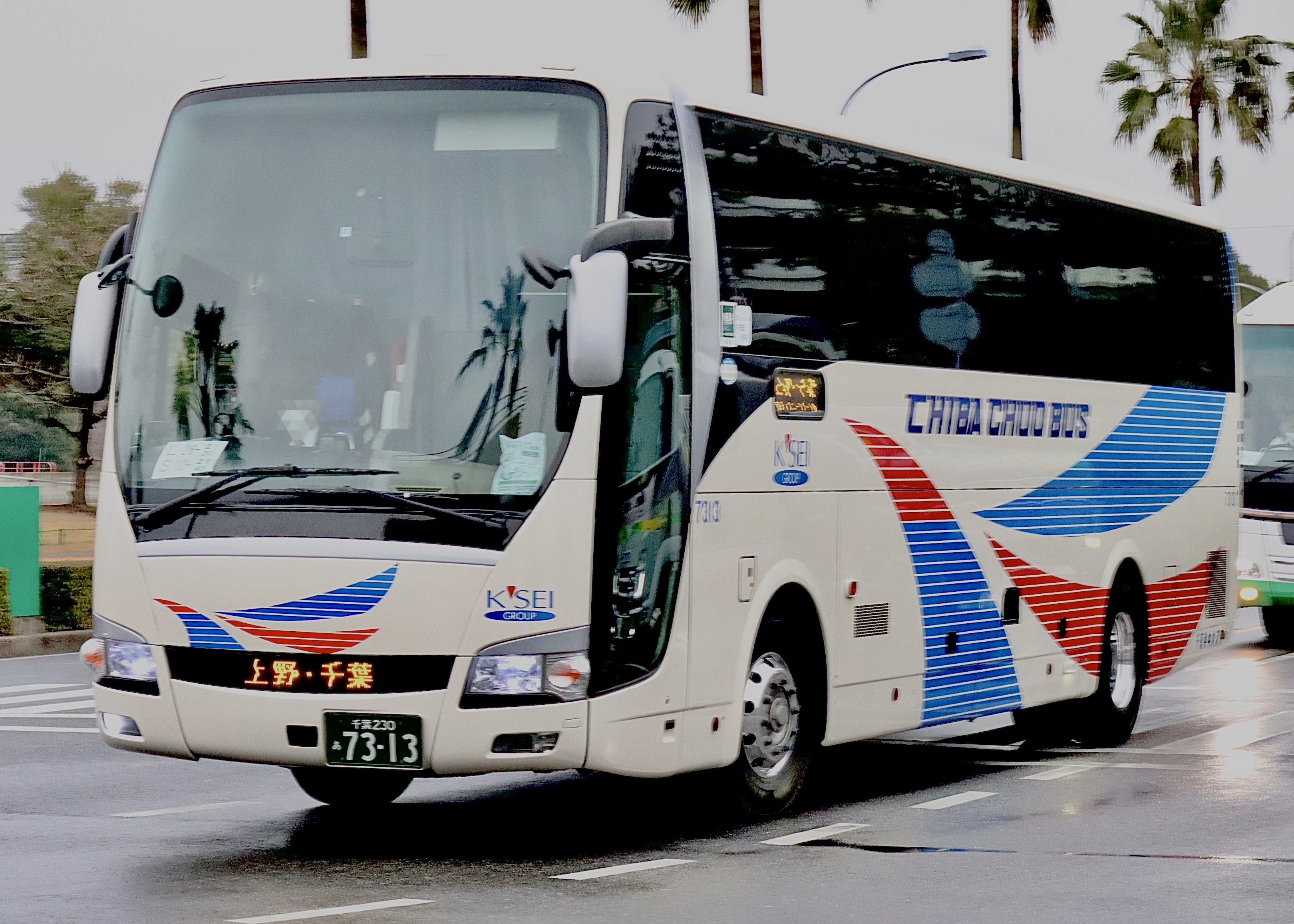
京都駅から千葉駅に到着した千葉中央バス（現・京成バス千葉イースト）の車両

現在は京成バス千葉イーストの夜行高速バスとして、京都・大津市 - 上野・西船橋・東京ディズニーリゾート・千葉駅の間で運行されている。千葉中央バスでは唯一の首都圏以外への乗り入れ路線でもある。
1989年10月20日運行開始。当初は京阪バスと京成電鉄（現：京成バス）の共同運行。車両は独立3列シート29人乗りのスーパーハイデッカー車を使用し週末は続行便も多く出ていたが、利用者の減少とともに車両更新後はハイデッカー車（一応トイレ付3列シート29人乗り）にグレードダウンした。
2006年1月10日より京阪バスが撤退、京成バスの単独運行になる。同時に車両は4列シート車にグレードダウンし運賃も値下げとなった（当初は5,000円均一、9月からは上野まで片道5,000円、往復9,500円、千葉県内各停留所片道5,500円、往復10,000円）。ただし京都側の京阪バスによる運行支援業務は継続して行われる。
なお、JTB発行の月刊大型時刻表等では路線案内に「きょうと号」と表記しているが、上記各バス会社は「きょうと号」とは案内していない。
2009年5月11日より、千葉発→京都行が木・金・土・日曜発、京都発→千葉行が金・土・日・月曜発の週4日のみの運行となった（多客期は毎日運行）。
2010年7月15日より千葉中央バスに移管され、毎日運行となる。
2012年6月1日より再び値下げされ、曜日別運賃になる（千葉県内発着月 - 木曜日3,500円、土曜・休日4,000円、金曜日、休日前日、3月20日 - 3月31日 、4月27日 - 5月6日、8月1日 - 8月31日、12月21日 - 1月5日は5,000円、東京都区内発着は左記の500円引き）。往復運賃は廃止。
2013年4月19日にダイヤ改正が行われ、運行ルートが一部変更され、発着点を鎌取駅まで延伸し、千葉駅を経由するようになった代わりに千葉中央駅への乗り入れが廃止された。
2013年11月15日の鎌取駅出発便から、新型車両のスーパーハイデッカー車を導入して再び4列シートから3列シートに戻され、あわせて運賃も改定。新型車両導入後は利用者数は堅調であり、年末年始・盆など繁忙期には続行便も運行されるようになった。続行便はこれまでの専用車であった4列シートのハイデッカー車が充当され、運賃も割安の設定となっていたが、2015年5月のゴールデンウィークからは京成バスから移籍した正規便と同じ仕様の3列シート車が充当されるようになり、運賃も正規便と同額設定となった。
2019年5月15日、三条京阪-京都駅八条口間には新たに四条烏丸停留所にも停車するようになった。
2025年4月1日より千葉中央バスより京成バス千葉イーストに移管した。

## 廃止・休止路線
以下、運行開始日順。京阪バスは撤退後も引き続き予約受付・発券などの運行支援業務を行っていた。

### 京都・枚方 - 長崎
1989年10月3日運行開始。京阪バスと長崎県交通局の共同運行で、長崎発京都行きの便を「きょうと号」、京都発長崎行きの便を「ながさき号」として運行していた。
1999年2月に京阪バスが撤退して長崎県交通局の単独運行となる。2001年3月に路線廃止。
その後、2002年5月に近鉄バスと長崎自動車が大阪 - 長崎線のオランダ号を京都へ延伸（枚方は経由しない）。他の事業者の共同運行により京都発着路線がカバーされた。2018年11月末日で長崎自動車がオランダ号から撤退、現在は近鉄バス1社による単独運行となっている。

### 京都 - 八王子
1990年3月22日運行開始。西東京バス（後に子会社の多摩バスへ移管）との共同運行で、同じく「きょうと号」の愛称で運行していた。
1989年12月20日の京王八王子高速バスターミナル開業 に伴い運行開始した。西東京バスが高速バスに初参入した路線として特筆される。
運行開始当初は昼行便も運行されていたが、昼行便は利用者が少なく運行中止となり、夜行便のみの運行となっていた。
2007年3月30日をもって運行休止。翌4月1日をもって京王八王子高速バスターミナルも廃止されている。
なお西東京バスは2017年6月1日より、かつて近鉄バスと共同運行していた「ツィンクル号、カジュアル・ツィンクル号」に再度参入、通常便・カジュアル便とも経路変更して京都駅八条口に停留所を追加したことで、八王子 - 京都間の夜行高速バス路線が復活している。

### 京都・枚方 - 北九州・福岡

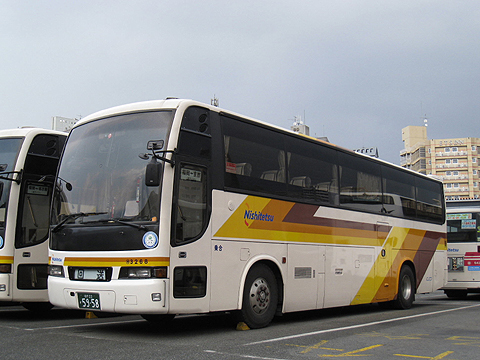
「きょうと号」福岡線で使用される西鉄バスの車両

1990年10月12日運行開始。西日本鉄道（西鉄バス）との共同運行で、京都市・枚方市と福岡県北九州市・福岡市を結んでいた。単に「きょうと号」を名乗る系統では廃止時点で唯一運行されていた系統である。
2010年4月2日、西鉄と阪急観光バスが共同運行する大阪 - 福岡間の「ムーンライト号」が京都駅へ延伸、これに吸収される形で「きょうと号」は廃止された（同時に京阪バスも撤退）。
なお、路線延長したムーンライト号は枚方を経由しないが、西鉄の京都での待機・休憩・整備は引き続き京阪バス洛南営業所で行っていた（阪急観光バスは大阪から車両を回送）。また京都駅八条口乗車分のみ京阪バスが予約発券などの運行支援業務を引き続き担当していた。
2017年3月31日運行分をもってムーンライト号が運行休止、これに伴い京阪での運行支援業務も終了となった。

### 京都・枚方 - 熊本

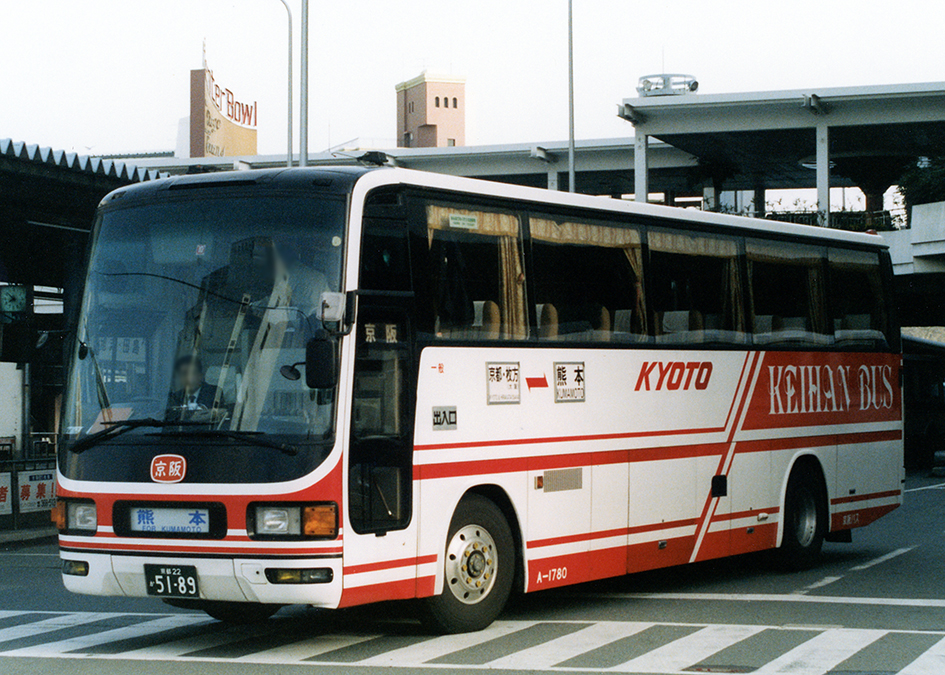
「きょうと号」熊本線（1992年撮影）

1990年10月19日運行開始。九州産業交通との共同運行で「きょうと号」の愛称で運行し、京都市・枚方市と熊本市を結んでいた。
1999年、京阪バスが撤退して九州産交バスの単独運行に移行し、京阪バスは予約発券などの運行支援のみ継続した。
2002年、近鉄バスと九州産交バスが共同運行する大阪発着のサンライズ号を京都まで延長して系統統合が実施され、京阪バスによる運行支援は終了した。

## その他の「京都号」
京阪バスの高速バス路線（一部急行バス）では夜行高速バス以外にも、愛称の最後に「京都号」と付けられる路線が多い。
- 鳥取エクスプレス京都号
- 米子エクスプレス京都号
- 出雲エクスプレス京都号（出雲阿國号）
- 高松エクスプレス京都号
- 阿波エクスプレス京都号
- ダイレクトエクスプレス直Q京都号